# アマイモン
アマイモンまたはアメイモン（Amaimon, Amaymon）は、『術士アブラメリンの聖なる魔術の書』などのグリモワールに登場する悪魔。

## 概要
『アブラメリンの書』によれば、8人の下位王子（Eight Sub Princes）と総称される有力な悪魔の一人である。また、オリエンス、パイモン、アリトンと共に、四方を司る四大悪魔の一人とされるが、司る方角については北という説と東という説、南という説がある。
アレイスター・クロウリーの『777の書』によれば、四大元素の「地」の元素に対応する北の魔王とされる。
一方、『ゴエティア』では四方を司る四大悪魔はアマイモン、コルソン(Corson)、ジミマイ(Zimimay)、ゴアプ(Göap)とされ、アマイモンは東の魔王とされる。アマイモンの配下とされる東方の悪魔にはアスモデウス、ガープ、セーレなどがおり、アスモデウスがその首座だという。
マグレガー・メイザースは、『アブラメリンの書』への注釈で「アマイモン」の名がギリシア語の maimao (μαιμάω) の現在分詞 maimon に由来するという説を唱えている。この maimon に強調の接頭辞 a を加えた "amaimon" は、「甚だしい狂暴さ、猛烈さ」を意味するのだという。
ただしギリシア語の μαιμάω は実際には「熱望する」という意味なので、Ἀμαιμών の名は「過剰な熱望を抱く者」「あまりにも貪欲な者」と解釈すべきだろう。
またメイザースは同じ注釈で、ラビ（ユダヤ教の聖職者）はアマイモンを堕天使マハザエルと同一視していたという。